# S-2 (ubåt)

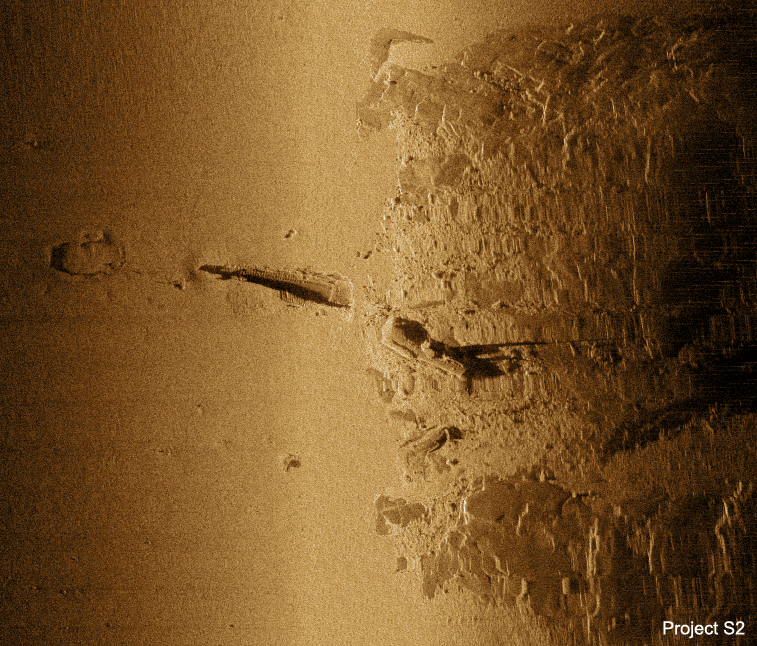
Sonarbild från november 2008 av vraket efter den sovjetiska ubåten S-2.

S-2 var en ubåt av Srednjaja-klass ("Srednjaja" betyder "medelstor") i sovjetiska Östersjöflottan. S-2 rapporterades saknad i början av januari 1940. Senare har det visat sig att ubåten sänktes av en finsk mina den 3 januari 1940, under Finska vinterkriget. Det skedde på finskt territorialvatten öster om Märkets fyr i Ålands hav. Den 9 juni 2009 anmälde en grupp dykare till de åländska myndigheterna att de hade funnit vraket i närheten av Märket.
Vid förlisningen den 3 januari 1940 befann sig, utöver den ordinarie besättningen om 46 man under befäl av fartygschefen kaptenlöjtnant Ivan Aleksandrovitj Sokolov, ytterligare fyra personer ombord. Dessa var chefen för 13:e ubåtsdivisionen, kapten av 3:e rangen Gavriil Nikolajevitj Tutysjkin, hans adjutant samt två elever i maskin. Samtliga 50 personer ombord omkom.

## Historik

### Bakgrund
S-2, som ursprungligen hade beteckningen N-2 (av ryska nemetskaja som betyder tysk), var en av de första i en serie på sammanlagt 64 ubåtar som togs fram i ett tysk-ryskt samarbete under mellankrigstiden. Ritningarna gjordes av den tyska skeppbyggnadsbyrån IvS. Ubåten byggdes i Leningrad. Hon kölsträcktes den 31 december 1934 och sjösattes den 21 december 1935. Ubåten togs i operativ tjänst i den sovjetiska Östersjömarinen den 23 september 1939.
Ubåten var cirka 78 meter lång, och hade ett deplacement om cirka 850 ton i ytläge och cirka 1 090 ton i undervattensläge. Högsta fart var 19 knop i ytläge och 9 knop i uläge. Hon kunde operera ned till 80 meters djup och kunde som mest dyka till 100 meter. Operationsradien var 9 800 distansminuter med 10 knops fart och 148 distansminuter med tre knops fart i undervattensläge. Hon var beväpnad med sex 533 mm torpedtuber (fyra i fören, två i aktern) och tolv torpeder i förråd för omladdning. Ubåten var också bestyckad med en 100 mm kanon i tornet, en 45 mm kanon vänd akterut på tornet, samt två kulsprutor.

### Sista uppdraget och förlisningen (1940)
S-2 lämnade sin bas i Liepaja i Lettland på nyårsdagen 1940. Målet var Bottenviken, där hon skulle stanna i 18 dygn. Den sista radiokontakten med S-2 var klockan 04.20 den 3 januari, då hon bekräftade ordern att hon skulle "forcera Kvarken", det vill säga spärren vid Södra Kvarken. Ubåten observerades sista gången den 3 januari 1940 av personalen vid fyren Märket, vid riksgränsen mellan Sverige och Finland i norra Ålands hav. Fyrvaktaren J.A. Eckerman har i ett vittnesmål, som finns bevarat i det finländska krigsarkivet, berättat att han och en kollega, fyrvaktaren Sjöblom, såg ubåten i ytläge då den i hårt väder passerade just utanför Märkets östra udde. De såg även när ubåten dök under nordlig kurs. En liten stund senare uppfattade Eckerman en explosion i en annan riktning, ost-syd-ost om Märket. Då uppfattade han det inte som att explosionen hade ett direkt samband med S-2. Han förklarade i sitt vittnesmål att ubåten inte borde ha "hunnit till explosionsstället även om den hade vänt ditåt".
Det andra vittnet, Sjöblom, citeras i boken Havsvargar av författaren Per-Olof Ekman. Sjöblom beskriver där att explosionen skedde i riktningen ost-syd-ost 112 grader från Märket. I den riktningen såg han även ett "mörkt rökmoln, som efterhand ljusnade och slutligen skingrades för vinden". Ekman skriver i boken att den explosion som Sjöblom observerade skedde i ett område där det finska fartyget Louhi i december 1939 hade fällt 190 minor. Motsvarande positionsuppgifter, som anger att det 10—15 minuter efter det att ubåten dykt skedde en explosion i finska Sjöstridskrafternas ruta 8904, finns även i finska Krigsarkivet.
Efter det att ubåten försvunnit gjordes flera fruktlösa försök från sovjetisk sida att återfinna den, både i Ålands hav och längre norrut. Det var alltså länge okänt både var och när hon hade förlist. Slutsatsen i den sovjetiska utredningen våren 1940 blev att S-2 hade gått på en mina, troligtvis i området Södra Kvarken. Efter utredningen ströks ubåten den 28 mars 1940 ur Östersjömarinens rulla.

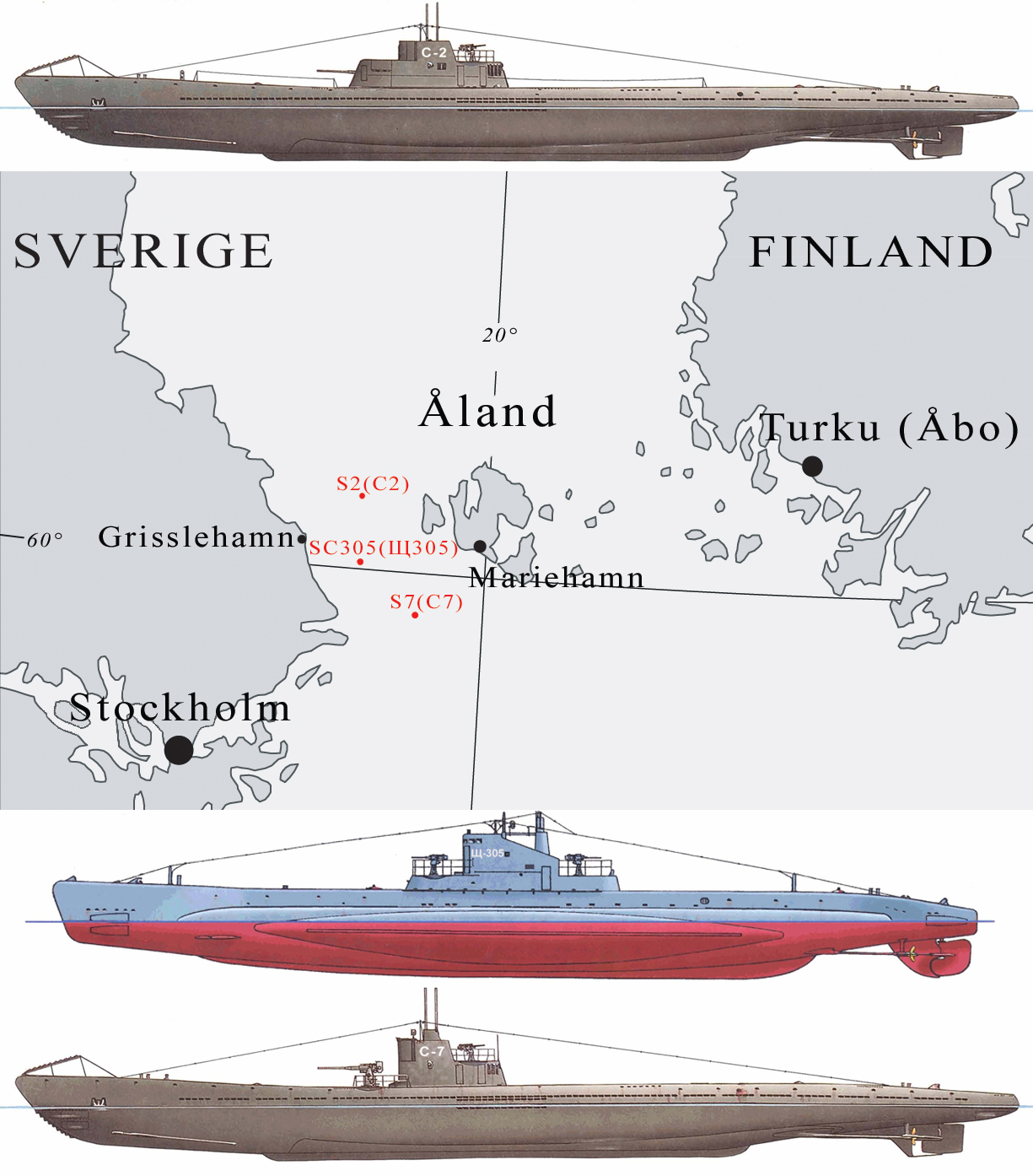
S-2 (upptäckt 2008), SC-305 (upptäckt 2006), S-7 (upptäckt 1998).

### Vraket upptäcks
En grupp dykare från Sverige och Åland, Björn Rosenlöf, Mårten Zetterström, Richard Johansson, Patrik Palm och Ingvald Eckerman, som under flera år sökt efter ubåten, tillkännagav den 9 juni 2009 att de hade upptäckt vraket av S-2. Det sönderbrutna vraket låg i närheten av den plats där vittnena Eckerman och Sjöblom hade observerat en explosion, på finländskt vatten ost-syd-ost om Märket. Ingvald Eckerman är sonson till fyrvaktaren på Märket J. A. Eckerman, som bevittnade hur båten passerade Märket innan den dök en stund innan explosionen. Gruppen har även funnit vraken av ubåtarna S-7 (upptäckt 1998 i Ålands hav) och Sjtj-305 (upptäckt 2006 i Ålands hav).

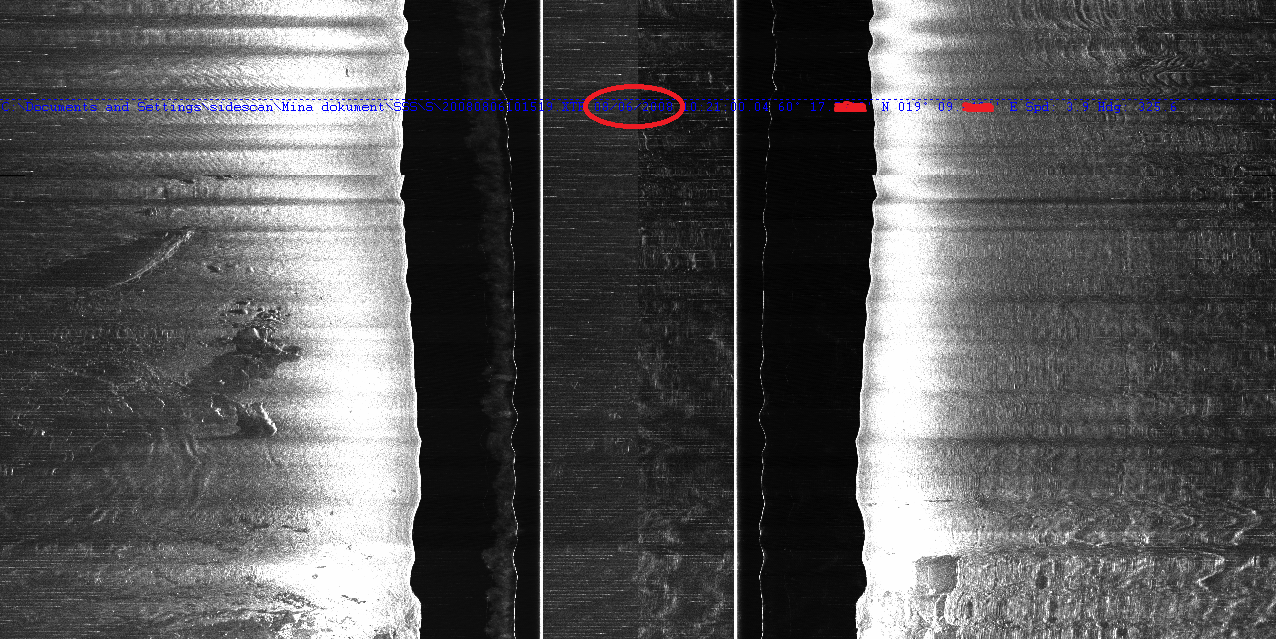
Första sonarbilden av S-2 den 6 augusti 2008.

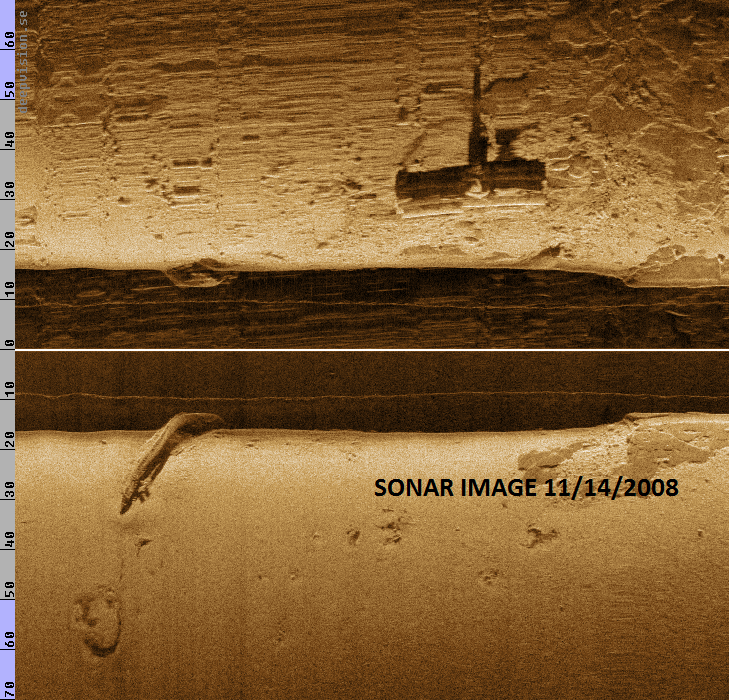
Sonarbild av S-2 den 14 november 2008.

### Minnesceremoni (2010)
Den 17 augusti 2010 genomfördes en minnesceremoni till sjöss på platsen för S-2:s förlisning. Ceremonin ägde rum ombord på den åländska sjöbevakningens fartyg Uisko. Då deltog bland andra dykargruppen, representanter för ryska och åländska myndigheter, ubåtsklubben i Sankt Petersburg samt anhöriga efterlevande till den omkomna ubåtsbesättningen.

### Försvarsministeriets medalj (2011)
Rysslands försvarsminister Anatolij Serdjukov beslutade den 21 februari 2011 att tilldela Försvarsministeriets medalj för "Upprätthållande av minnet av fallna försvarare av Fosterlandet", till tio personer som på olika sätt varit inblandade i efterforskningar och minnesceremoni för ubåten S-2. Medaljen, som kan tilldelas "soldater och civil personal för de väpnade styrkorna eller utländska medborgare för stora personliga bidrag till att föreviga minnet av fallna försvarare av Fosterlandet", delades ut den 19 mars 2011 vid en ceremoni i Peter den stores marinakademi i Sankt Petersburg. Bland mottagarna fanns den grupp dykare som hade upptäckt ubåtsvraket,. De fick medaljen för upptäckterna av vraken av S-7, Sjtj-305 och S-2.